# Tallarol de Príncipe
El tallarol de Príncipe, (Sylvia dohrni) és una espècie d'ocell de l'ordre dels passeriformes i de la família dels sílvids. És endèmic de l'illa de Príncipe, al golf de Guinea, a l'Àfrica. El seu estat de conservació es considera de risc mínim.

## Taxonomia
Anteriorment estava situat dins del gènere monotípic Horizorhinus. Però el Congrés Ornitològic Internacional, en la seva llista mundial d'ocells (versió 10.2, 2020) el traslladà al gènere Sylvia, prenent per base els resultats d'estudis filogenètics moleculars.